# Metrô de Casablanca
O Metropolitano de Casablanca era um projeto de um futuro sistema de metropolitano da cidade de Casablanca (Marrocos). A primeira linha da rede deveria entrar em funcionamento em 2017, sendo assim a primeira linha de metro localizada no país.
Estavam previstos 21 km de linha com 20 estações, dando uma média de uma estação a cada 1,05 km. O número estimado de passageiros que utilizarão o metro é de 150,000 por dia.

## História
Durante os últimos 30 anos, têm sido debatidas ideias para solucionar as lacunas relativas aos transporte colectivos na cidade de Casablanca.  Primeiramente foi ponderada a construção de uma rede de eléctricos.
Contudo, com a aparecimento do novo plano para o desenvolvimento urbano (SDAU), foi acordado a 17 de julho de 2007, que a cidade de Casablanca iria ter uma primeira linha de metro, que teria um custo aproximado de cerca de 900 milhões de euros.

### Linha 1
A linha 1 de Casablanca é uma futura linha de metropolitano prevista para ser inaugurada em 2017. Com um comprimento de 21 km , incluindo 20 estações, esta linha servirá os distritos do sul da cidade (Sidi Moumen, Moulay Rachid, Ben M'Sick, Sidi Othman), o campus universitário, o mercado atacadista, a autoestrada Ouled Ziane, os hospitais distritais e a zona empresarial da cidade.
A linha será elevada ao nível do solo ou entre o "Sidi Moumen" e "Médouina", a partir de onde será subterrânea.
As "Estrada de Medina" e o "Boulevard Mohammed VI" são os pontos com maior congestionamento de veículos em Casablanca. A proposta do metropolitano, ligará os subúrbios com a rede ferroviária, com dois terminais de autocarros interurbanos, antes de continuar para o centro da cidade e para a mesquita "Hassan II" sobre o Oceano Atlântico.
Algumas variações para o trecho entre "Sidi Moumen" e "Estrada de Medina" estão ainda em estudo.